# Ruben Rausing
Ruben Rausing (ur. 17 czerwca 1895 Raus koło Helsingborgu, Szwecja  – zm. 10 sierpnia 1983) – szwedzki przedsiębiorca, założyciel przedsiębiorstwa Tetra Pak. Ukończył sztokholmską Szkołę Ekonomii w roku 1918, a następnie kształcił się na uniwersytecie Columbia w Nowym Jorku.
W roku 1929 wspólnie ze Erikiem Wallenbergiem założył pierwszą w Szwecji specjalistyczną fabrykę opakowań.
Źródła:

Tetra Pak – pół wieku innowacji.